# Dirt Rally
Dirt Rally (estilizado como DiRT Rally) é um Jogo de corrida desenvolvido e publicado pela Codemasters para Microsoft Windows. Uma versão Steam Early Access do jogo foi lançada em 27 de abril de 2015, e a versão completa foi lançada em 7 de dezembro de 2015. As versões PlayStation 4, Xbox One e DVD físico foram lançadas em 5 de abril de 2016. As versões Linux e MacOS pela Feral Interactive, foram lançadas em 2 de março de 2017. Uma sequência, Dirt Rally 2.0, foi anunciada em setembro de 2018.

## Jogabilidade
Dirt Rally é um Jogo de corrida focado em ralis. Os jogadores competem em eventos de estágio cronometrado em terrenos asfaltados e off-road em diferentes condições climáticas. No lançamento, o jogo contou com 17 carros, 36 etapas de três locais do mundo real - Monte Carlo, Powys e Argólida - e multijogador assíncrono. Estágios variam de 4 a 16 km. Atualizações subsequentes adicionaram mais três locais na forma de Baumholder, Jämsä e Varmlândia, bem como modos multijogador rallycross e player versus player. A Codemasters anunciou uma parceria com o Campeonato Mundial de Rallycross da FIA em julho de 2015, levando à inclusão do Lydden Hill Race Circuit (Inglaterra), Lånkebanen (Noruega) e Höljesbanan (Suécia) ao jogo.
O Dirt Rally possui um grande número de veículos em uma ampla variedade de classes e 16 fabricantes. Ele contém carros dos anos 60, 70, 80, Grupo B, Grupo A, Grupo R, 2000 e 2010, Rallycross e Pikes Peak, com carros com até 10 modelos.
Em termos de qualidade de imagem, uma resolução 1080p completa é oferecida tanto no PS4 quanto no Xbox One, com anti-aliasing pós-processamento, juntamente com trabalhos de arte e efeitos correspondentes, enquanto a versão para PC inclui o Steam Workshop que consiste em configurações pré-definidas feitas de cada um. veículos de usuários que ajudam a beneficiar corridas de diferentes terrenos de diferentes pistas (embora o jogo contenha até 100 mods, já que subscrever mais de 100 mods não funcionará).

## Desenvolvimento
O Dirt Rally foi desenvolvido pela Codemasters usando o EGO (motor de jogo). O desenvolvimento começou com uma pequena equipe de indivíduos após o lançamento do jogo 2012 Dirt: Showdown. A equipe enfatizou o desejo de criar uma simulação com o Dirt Rally. Eles começaram criando um modelo de manipulação e criando trilhas com base nos dados do mapa. O jogo emprega um modelo de física diferente dos títulos anteriores, reconstruídos a partir do zero.
Uma versão inicial do Dirt Rally foi apresentada aos jornalistas no final de 2013, mas o jogo não foi anunciado oficialmente até 27 de abril de 2015. Foi lançado no final do dia para o Microsoft Windows no acesso antecipado ao serviço de distribuição digital Steam. O diretor do jogo, Paul Coleman, afirmou que era importante lançar publicamente uma versão inacabada do jogo para que a equipe de desenvolvimento pudesse obter feedback dos jogadores. Ele manifestou interesse em lançar o Dirt Rally em consoles no futuro, mas disse que não é possível atualmente que seja um jogo de acesso antecipado. A Codemasters pretendia introduzir novos carros, locais e modos nas atualizações mensais de conteúdo e fazer ajustes no jogo durante todo o processo de acesso antecipado. A versão completa do jogo foi lançada em 7 de dezembro de 2015. O jogo foi lançado no PlayStation 4 e no Xbox One em 5 de abril de 2016.

## Recepção
A recepção para o Dirt Rally foi positiva.
A GameStar deu 90% ao jogo e disse que "Dirt Rally é a melhor simulação de rally no momento e um dos melhores jogos de corrida de todos os tempos. Os novatos acharão muito difícil". A GamesTM comemorou a mudança de direção, dizendo que "esta é a melhor coisa com que o nome 'Dirt' já foi associado, e os entusiastas do rally certamente ficarão aliviados com a obsessão com o tipo de gíria americana que era apenas parcialmente hip nos anos 90. foram superados e removidos ". A revista Play disse que "não apadrinha com mecânicas enigmáticas, nem é uma simulação seca e sem alegria". A GameSpot elogiou o modelo físico, os gráficos e a gama de carros, mas disse que os modos "Hill Climb e Rallycross parecem meio cozido". O Metro concordou que o jogo não tinha conteúdo. A versão italiana do Eurogamer também concordou: "Tudo o que podemos esperar é um novo conteúdo - mais carros e pistas".
A GamesRadar destacou a natureza implacável do jogo, dizendo: "Os pneus estouram, os aquecedores sobreaquecem e você pode frequentemente se encontrar na linha de chegada com folga, simplesmente porque perdeu o controle do seu carro uma vez em uma corrida limpa e competitiva". GamesMaster, Edge e IGN concordaram. VideoGamer.com elogiou a "incrível velocidade" do jogo, o PlayStation Universe afirmou que era melhor do que Richard Burns Rally. A revista oficial PlayStation Magazine disse que foi "O jogo de condução mais emocionante que a Codemasters criou em anos e, sem dúvida, o melhor jogo de rally da PS4", com OXM acrescentando "Sem dúvida, o melhor rally sim já feito". Pelo contrário, o PC Gamer declarou: "Infelizmente, na física e no manuseio dos detalhes, ele cai um pouco. A falta de qualquer tipo de sensação precária ao voar sobre o gelo e a lama é uma vergonha absoluta e a quantidade de assistência forçada é uma decepção. Qualquer um que esteja esperando por um novo Richard Burns precisará continuar esperando. "
Evo elogiou o áudio, dizendo: "Às vezes, Dirt Rally se destaca. O design de som em particular é excelente, assim como a grande variedade de carros disponíveis. O áudio em Dirt Rally realmente merece menção especial. Não apenas é um dos melhor que ouvimos em um jogo de corrida, ele serve a um propósito real, com o copiloto quase perfeitamente combinando suas notas de ritmo com um palco". Dos gráficos, eles acrescentaram: "Embora definitivamente não chegue perto dos valores de produção de um título do Gran Turismo, há muitos floreios visuais que impressionam com o Dirt Rally." A revista oficial australiana PlayStation disse que o jogo funcionou bem com um volante. O Top Gear comparou o jogo favoravelmente aos seus rivais, afirmando que "a condução de Sébastien Loeb Rally Evo não chega nem perto de ser tão convincente quanto convincente como a superlativa luta do Dirt Rally". A revista Stuff afirmou que este era "um jogo que deixa o WRC 5 comendo cascalho".
O jogo alcançou o número 1 na tabela de vendas físicas PS4 do Reino Unido e o número 19 na tabela de downloads da Europa. Ele alcançou o número 2 no gráfico de vendas físicas multiformato do Reino Unido em sua semana de lançamento, atrás apenas da Quantum Break.
No mês seguinte ao lançamento, The Official PlayStation Magazine listou o Dirt Rally como o 16º melhor jogo de PS4 de todos os tempos. O Telegraph listou em seus melhores jogos de 2016. TechRadar incluiu o jogo em sua lista dos "10 melhores jogos de corrida no PC". Revista Octane colocá-lo em # 1 na sua lista dos melhores jogos de corrida sim. Nos BAFTA, o jogo foi indicado ao prêmio de melhor jogo esportivo de 2016. A Game Informer deu o prêmio de melhor jogo de corrida do ano. Gameplanet listou como um dos seus melhores jogos do ano. A Alphr colocou o Dirt Rally nos seus 5 melhores jogos de corrida PS4. PCGamesN disse que estava no top 3 jogos de corrida de PC mais realistas.